# 耶尔河畔圣伊莱尔
耶尔河畔圣伊莱尔（法語：Saint-Hilaire-sur-Yerre，法語發音：[sɛ̃.t‿ilɛʁ syʁ jɛʁ]）是法国厄尔-卢瓦省的一个旧市镇，位于该省南部，属于沙托丹区。2017年1月1日，耶尔河畔圣伊莱尔和相邻的另外8个市镇合并为新市镇克卢瓦三河镇（Cloyes-les-Trois-Rivières）。

## 地理
耶尔河畔圣伊莱尔（48°1'39"N, 1°15'16"E）面积16.84 平方千米，位于法国中央-卢瓦尔河谷大区厄尔-卢瓦省，该省份为法国北部内陆省份，北起顺时针与厄尔省、伊夫林省、埃松省、卢瓦雷省、卢瓦-谢尔省、萨尔特省和奧恩省接壤。
与耶尔河畔圣伊莱尔接壤的市镇（或旧市镇、城区）包括：蒙蒂尼勒加讷隆、维勒布、埃格沃讷河畔吕昂。
耶尔河畔圣伊莱尔的时区为UTC+01:00、UTC+02:00（夏令时）。

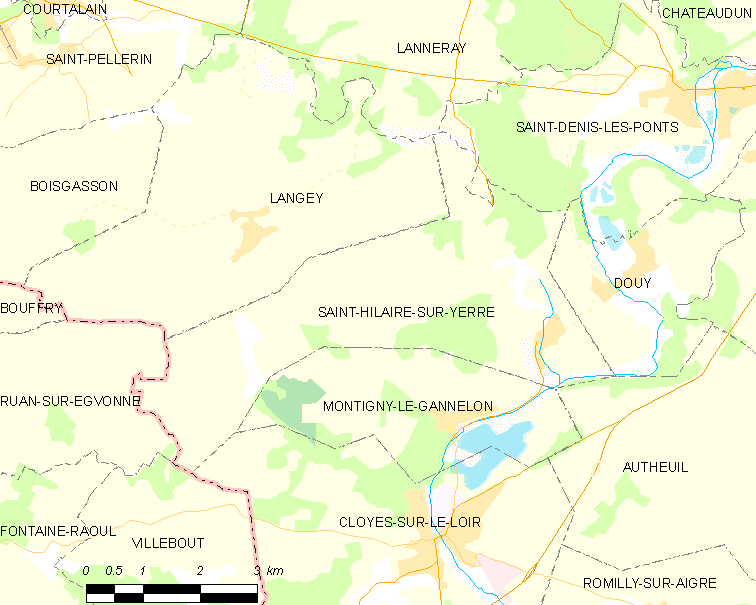
耶尔河畔圣伊莱尔的OSM定位图

## 行政
耶尔河畔圣伊莱尔的邮政编码为28220，INSEE市镇编码为28340。

## 政治
耶尔河畔圣伊莱尔所属的省级选区为布鲁县。

## 人口

1962-2008年间耶尔河畔圣伊莱尔人口变化图示

耶尔河畔圣伊莱尔于2018年1月1日时的人口数量为557人。